# 富澤家
富澤家（とみざわけ）は、武蔵国多摩郡連光寺村（現：多摩市連光寺周辺）の地主であり、江戸時代を通じて連光寺村の名主を世襲した。地域の有力者として幕末に至った。1872年（明治5年）の名主制度廃止まで名主を務めた。
又、邸宅が「旧富澤家古民家住宅」として、多摩中央公園園内に移築・所在する。

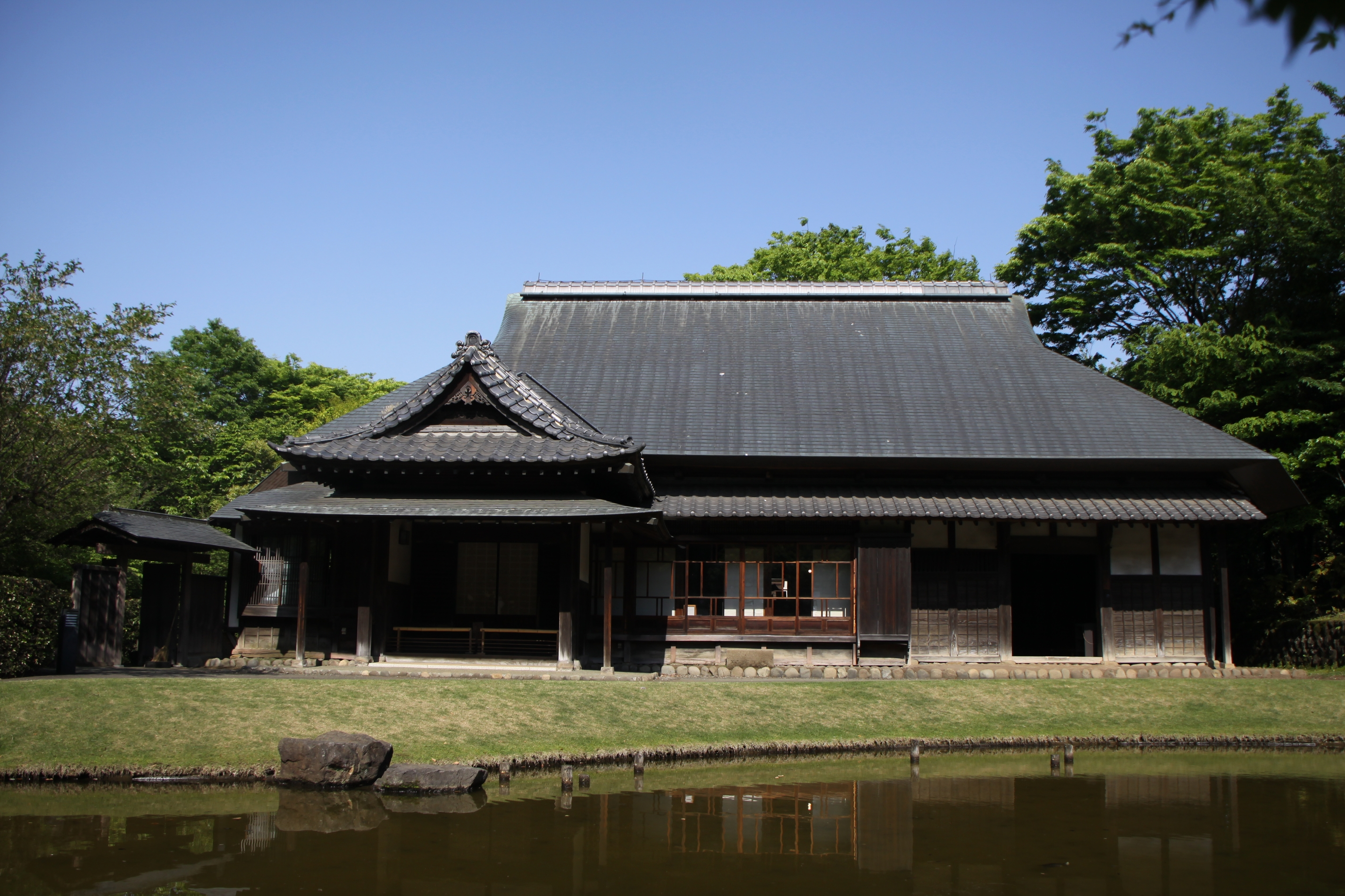
旧富澤家住宅。現状は瓦葺きであるが、富澤家が住宅として使用していたころは茅葺であった。

## 家祖伝説
永禄年間（1558年-1570年）の頃、家祖が連光寺村で帰農したことに始まると伝えられる。
家譜によれば、畠山重忠13代の子孫・富澤為政が初めて富澤姓を称する。為政3代の子孫である政之と嫡男・政本は、今川義元に属し、永禄3年（1560年）、後北条氏の馬飼場であったこの地を攻略するが、同年に今川義元が討ち取られたのち、ここに定住。逃散した百姓を招き、荒地を開拓して、水利を図ったという。
尚、富澤家に関する史料として、『連光寺村誌』（1887年頃）、今川義元より富澤修理政本へ宛てた感状が『武州古文書』に収録されているが偽文書とされる。

## 富澤家と連光寺村

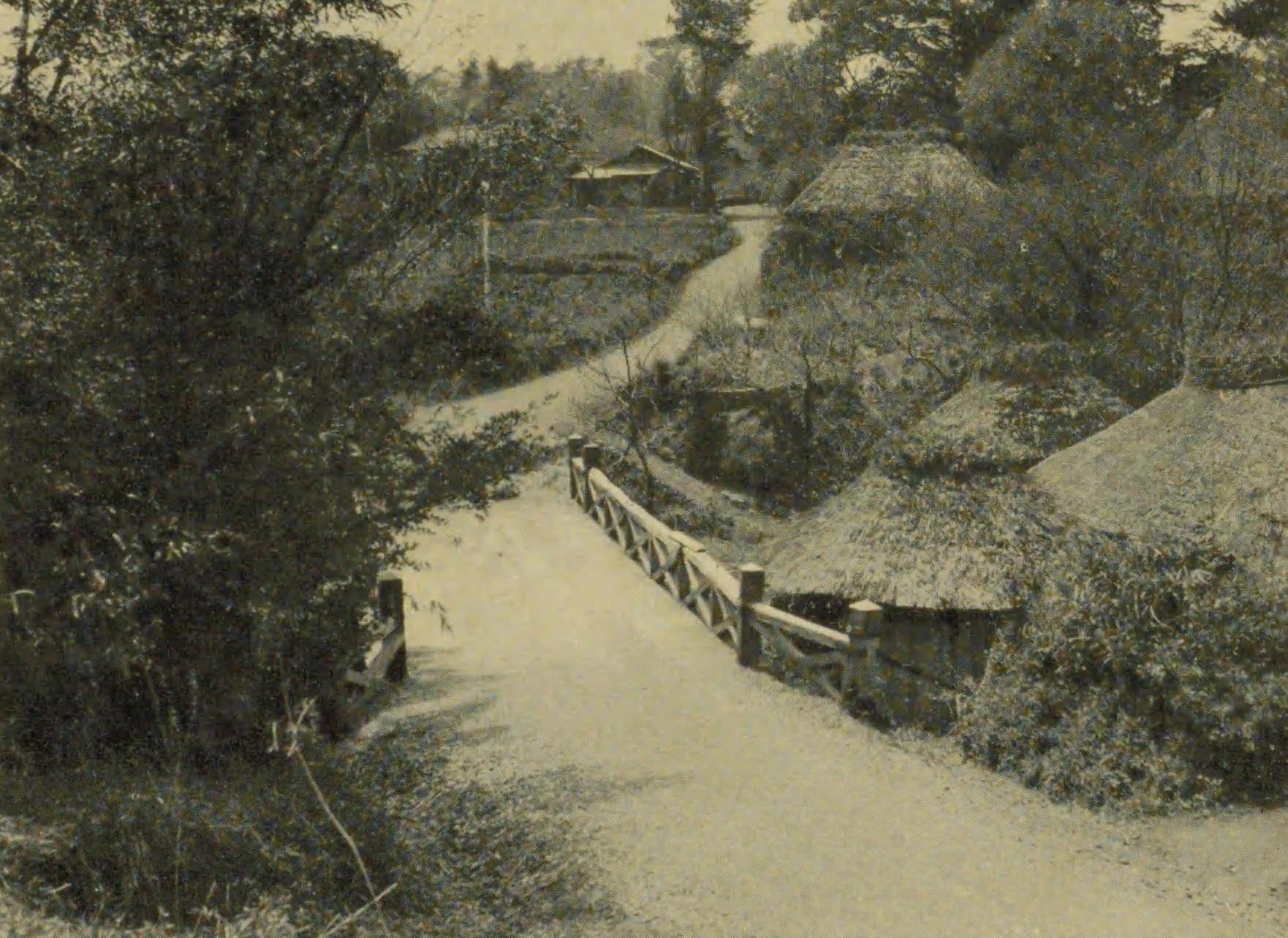
連光寺村の道、富澤邸より向ノ岡へ

### 戦国期
連光寺（蓮光寺）の地名は、鎌倉時代の吾妻鏡に見えるが、戦国後期に当地一帯を支配した北条氏は、所領役帳に連光寺の地名を記載していない。
富澤為政3代の子孫である政之と嫡男・政本は、今川義元に属し、永禄3年（1560年）、後北条氏の馬飼場であった連光寺を攻略するが、義元没後ののち定住したとされ、1887年（明治20年）頃作成の『連光寺村誌』にこの攻略伝説として記載されるが、史実とすれば無理があり、近世の創作と考えられる。尚、伝説の内容は以下の通り。
北条氏はこの辺りの山野を牧場として、軍馬を飼養していた。陣屋を構え、牧士を置き、これを赤坂駒飼場の陣屋と称した。1560年（永禄3年）春、今川氏の旗下の富澤修理政本は、500の兵士を率いて矢倉沢より出て八王子・日野を経て、多摩川の北岸に布陣した。駒飼場の陣屋を攻めようとしたが、敵兵は自陣を堅く守って出てこなかった。富澤政本は夜に兵を集めて筏を連ねて橋にして、多摩川を渡って不意に攻め、敵の陣屋を焼いた。敵兵は敗れて小田原に逃走した。富澤政本は陣をここに移した。ところが同年5月19日に桶峡間の戦いで今川義元が自刃した。富澤政本は歎息して陣を引き払って駿府に戻った。復讐を建白したが、用いられなかった。このため今川家を辞して去り、再びこの地に来た。逃散した人民を招き、家臣に命じて山野を開拓させて、ここに土着したという。

### 江戸期
連光寺に土着したと伝わる政本の子・忠岐の時、豊臣秀吉が小田原北条氏を滅ぼし、徳川家康が関東に入部した。これにより近隣の村々は1594年（文禄3年）に検地をうけた。しかし連光寺村の検地は遅れ、1598年（慶長3年）9月15日の検地が初見である。連光寺村の検地では富澤修理忠岐が案内を務めた。検地帳における富澤家の主作と分附地は19町6反2畝27歩で、検地総面積の4割を占めた。検地以来、富澤家が代々連光寺村の名主を世襲した。所有地は村内最大でありつづけた
富澤家が名主を務める連光寺村は、初め徳川氏の直轄地とされて代官の支配を受けた。1633年（寛永10年）、天野氏の知行地となった。天野氏は三河以来の徳川家譜代の旗本で、この年に加増分として連光寺村とその隣りの坂浜村、および都筑郡万福寺村を宛がわれた。このほか上野国と下総国の各1村を知行地としていた。
連光寺村は4つの集落から成っていた。中心は本村と呼ばれ、連光寺村のほぼ中央部にあり、村内で最大の集落であった。本村のほか、馬引沢、舟郷、下河原の3つの集落があって、それぞれ自立した事実上の村落であったが、行政上は富澤家が名主を務める連光寺村に包括されていた。
- 馬引沢は丘陵の向うの南側の谷間に家々が連なる集落であった[9]。
- 舟郷（船ヶ台）は丘陵を東に登った高台の集落であった[9]。語り伝えによると、舟郷の住民は、もともと慶長3年の検地の時まで百姓忠右衛門（富澤忠岐の通称[10]）の屋敷に在ってここを守っていたが、検地により舟郷の土地を与えられてそこへ移住したという[6]。
- 下河原は本村の北に流れる多摩川の対岸の集落であった。もとは本村と地続きであったが、寛保2年（1742年）の大洪水（寛保の洪水・高潮）で多摩川の流路が変わり流出したため、場所を多摩川の北岸に改めて集落を再建した[9]。

1860年（万延5年）、古来から桜の名所として知られる当地だったが、向ノ岡の桜が老木となったことから、富澤政恕や村民らが約350本の桜の木を植樹した。

### 明治期
1881年（明治14年）2月、明治天皇が初めて村・向ノ岡に行幸した。明治帝は、八王子周辺を遊猟後の急な来訪だったが、政恕と長男・富澤政賢らが応対し、明治帝は富澤邸に滞在することになる。当時20歳余りの政賢が案内役を務め、大松山（現・桜ヶ丘公園）などの山々を散策し、多摩川（現在の多摩市立多摩中学校付近）で兎狩りを観覧した。同年6月にも、鮎漁のために再訪している。
1882年（明治15年）、2月に明治帝が再訪し、同年、宮内省が御遊猟場に指定。翌年にも3月に明治天皇が再訪し、同年、正式名称を「連光寺村御猟場」と定め、運営に政恕が任命される。1917年（大正6年）の御猟場廃止までに、英照皇太后、昭憲皇太后、大正天皇、昭和天皇の行啓もあり、兎狩・鮎漁の観覧、栗・きのこ拾いなどを楽しんだという。尚、御猟場廃止後、『国民新聞』（1927年2月発行）に御猟場跡地約3万坪の売地広告が掲載されるが、この売り主は近藤勇の孫・宮川半助だった（詳細は「#家族・子孫」を参照）。

この連光寺への明治帝行幸から、政賢の「聖蹟保存運動」に関する詳細は以下の通り。

## 富澤家歴代

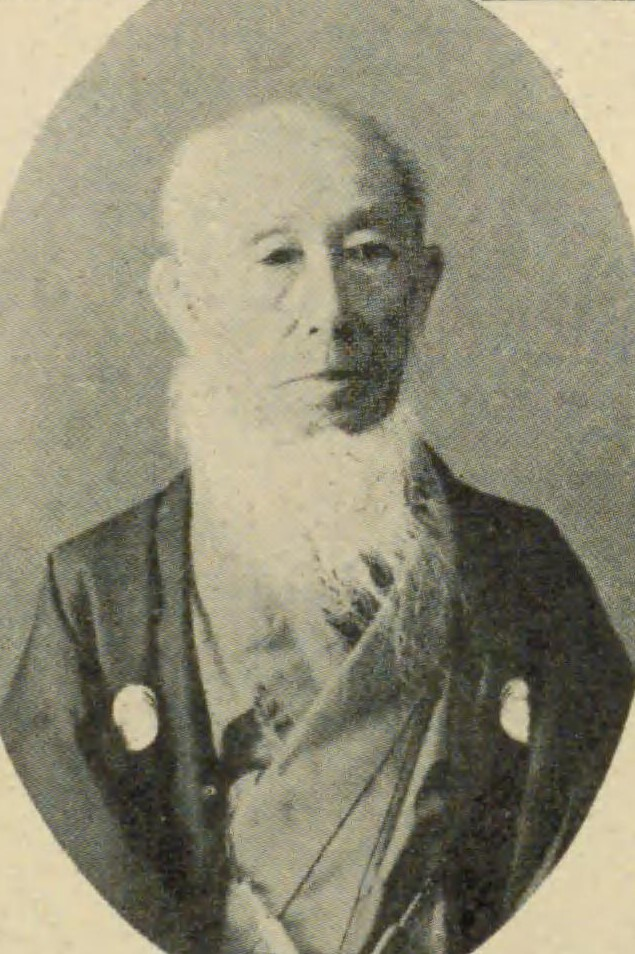
富澤政恕の肖像

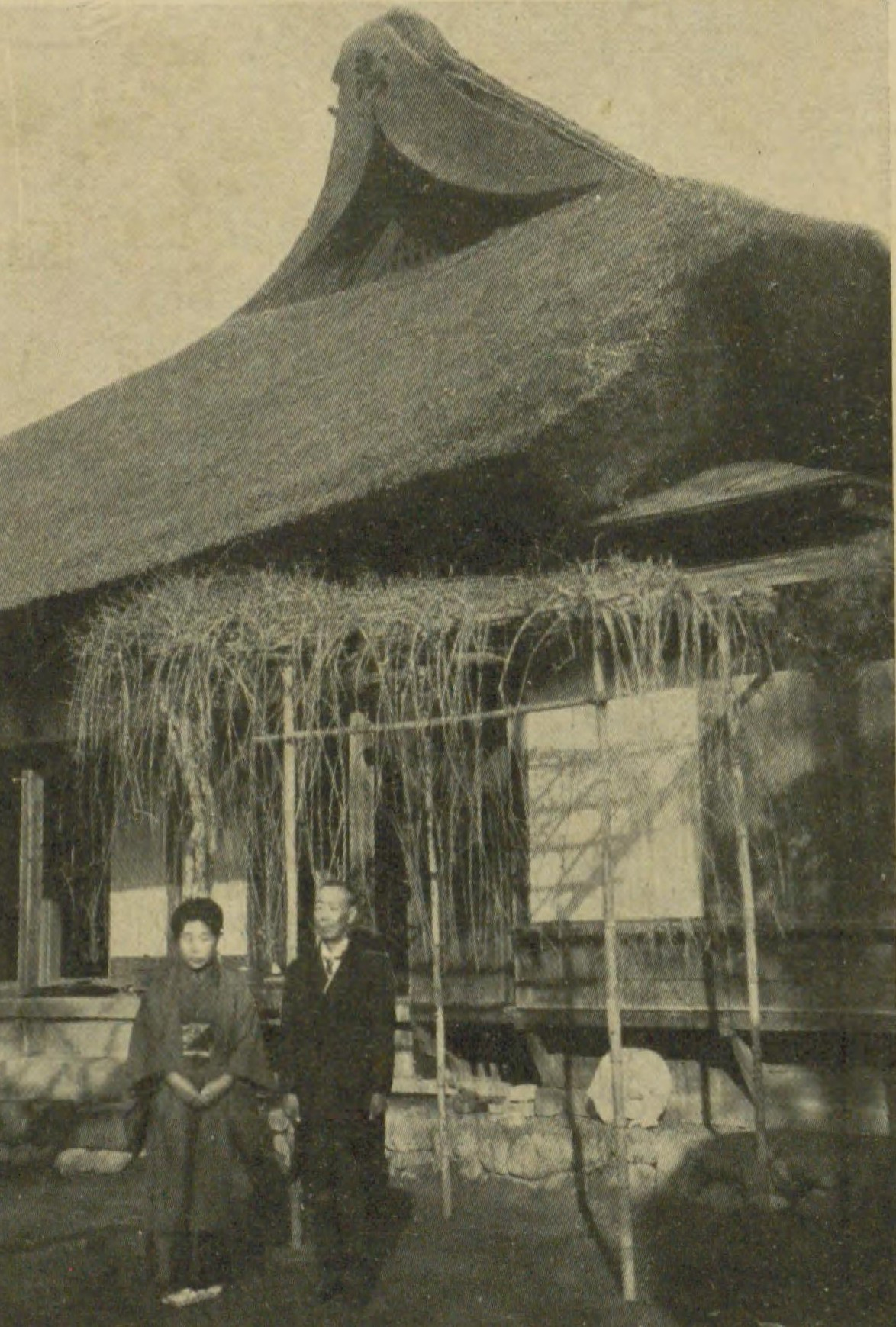
富澤家住宅の前の富澤政賢夫妻

- 家祖：富澤為政 - 畠山重忠より13代の子孫で、初めて富澤姓を称したという[4]。
- 富澤政之（丹） - 為政より3代の子孫[4]。生没年不詳。今川義元に属す[4]。
- 富澤政本（修理） - 政之の嫡子。生没年不詳。永禄3年、連光寺村の地を攻略し、ここに定住したという[4]。
- 富澤忠岐（修理） -  政本の子。生年不詳。連光寺村の初代名主。寛文3年2月9日（1663年3月18日[18]）没[4]。徳川氏の検地の案内役を務めた。
- 富澤本春（市郎兵衛） - 先代の子。生年不詳。寛文11年3月13日（1671年4月22日[18]）没[4]。
- 富澤宗重（八郎兵衛） - 先代の子。生年不詳。宝永6年11月28日没[4]。延宝3年、弟の甚五左衛門が分家した。
- 富澤貞政（忠右衛門） - 先代の子。生年不詳。宝暦4年1月14日没[4]。
- 富澤正直（粂右衛門） - 先代の子。生年不詳。明和7年3月8日没[4]。
- 富澤昌豊（新平） - 先代の子。生年不詳。文化5年4月7日没[4]。
- 富澤重政（義兵衛） - 先代が三女に迎えた婿養子。生年不詳。寛政5年に早世[7]。
- 富澤信辰（文平） - 先代早世後、先々代が三女に迎えた2度目の婿養子。生年不詳。文化11年11月18日没[7]。
- 富澤昌徳（忠右衛門、後に魯平） - 先代の子。生年不詳。安政4年10月20日没[7]。
- 富澤政恕（準平、後に忠右衛門・政恕へと改称） - 先代の子。文政7年11月2日（1824年12月21日[19]）生[20]、明治40年8月29日没[21]。富澤家15代当主[22]、明治維新を迎えた連光寺村最後の名主[7]。日野宿大組合惣代[23]、神奈川県会議員、宮内省御用掛、主猟局監守長[24]。連光寺村御猟場の運営に任命される。
- 富澤政賢[7]（幼名：麟吉（麟之助）） - 先代の長男[25]。1859年生[25]、昭和9年2月26日没[26]。多摩村村長[27]。連光寺における明治天皇聖蹟を保存するべく、多摩聖蹟記念館（現：旧多摩聖蹟記念館）の設立に尽力。
- 富澤政鑒[7] - 政賢の孫。明治43年8月23日[28] - 昭和55年2月7日。早稲田大学理工科出身のエンジニア。昭和34年5月多摩村長就任[29]、多摩町長[30]、多摩市長[31]。聖蹟桜ヶ丘中心に住宅都市化の推進・公団の多摩ニュータウン開発を受け入れた[29]。富澤家文書を史料館（国文学研究資料館）に寄附[4]。
- 富澤政宏 - 平成2年5月、富澤家住宅を多摩市に寄附[6]。平成31年、中央大学学員会・多摩白門会会長[32][33]。

## 富澤家文書
富澤家文書は、いわゆる名主文書であり、村の名主の立場から作成された文書記録が大半を占めている。土地関係・貢租関係の記録文書はよく保存されているが、戸口関係史料は乏しい。
また、幕末期には、富澤家当主が関東御取締改革組合の大惣代を務めていたため、組合村に関する文書が含まれる。組合村とは、文政10年に関東の御領私領の区別なく村々を取締るため、関東御取締出役の制度を設けた際、その下部組織として村々を編成したものである。日野宿組合は43か村から成り、寄場は日野宿で、大組合惣代は柴崎村名主次郎兵衛と連光寺村名主忠右衛門であった。明治維新後そのまま第32区になった。
明治維新後は富澤家当主が地租改正係を務めたのでその関係資料が含まれている。その後の明治前期の戸長役場時代には当主が県会議員を務めており、戸長を務めていないため、富澤家文書に戸長記録はない。
現存する主な文書は以下の通り。
- 「連光寺村御猟場規則」（宮内省、1883年、所蔵：多摩市教育委員会）[35]
- 「連光寺村御猟場縮図」（連光寺村御猟場事務所、1882年、所蔵：多摩市教育委員会）[35]
- 「 玉川行啓鮎漁御覧場図」（1885年、所蔵：多摩市教育委員会）[35]

## 富澤家日記
富沢家日記は連光寺村の名主日記である。1843年（天保14年）から1908年（明治41年）までほぼ連続して残されている。表題は「公私日新記」「公私日記帳」などで、公私にわたる多様な事柄が書き込まれている。
公的文書だけでなく、自家の経営や金銭出納、奉公人や職人、地震・水害・火事、村の年中行事、参詣、喧嘩口論、講など様々なことが書かれている。幕末維新期には、近藤勇や土方歳三や沖田総司に関する記事、日野農兵に関する記事、戊辰戦争の状況や彰義隊・振武隊に関する記事などが記載された。

## 関連史跡

### 高西寺
連光寺村に所在する高西寺は、1599年（慶長4年）に富澤家当主が父の菩提寺として建立したとされるが、江戸時代には創建年月不明であった。山号は神明山、宗派は曹洞宗、本尊は阿弥陀如来座像（木造長さ二尺）、開山は壽徳寺（旧寺方村、桜ヶ丘4丁目）三世の超巌守秀である。

### 旧富澤家古民家住宅

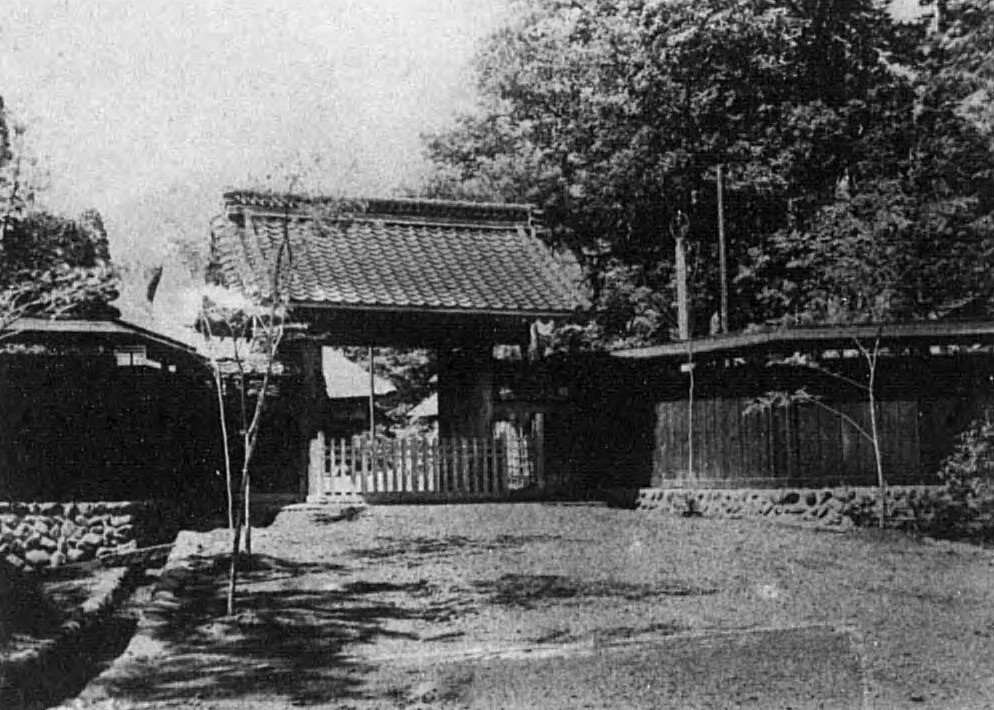
富澤家の門

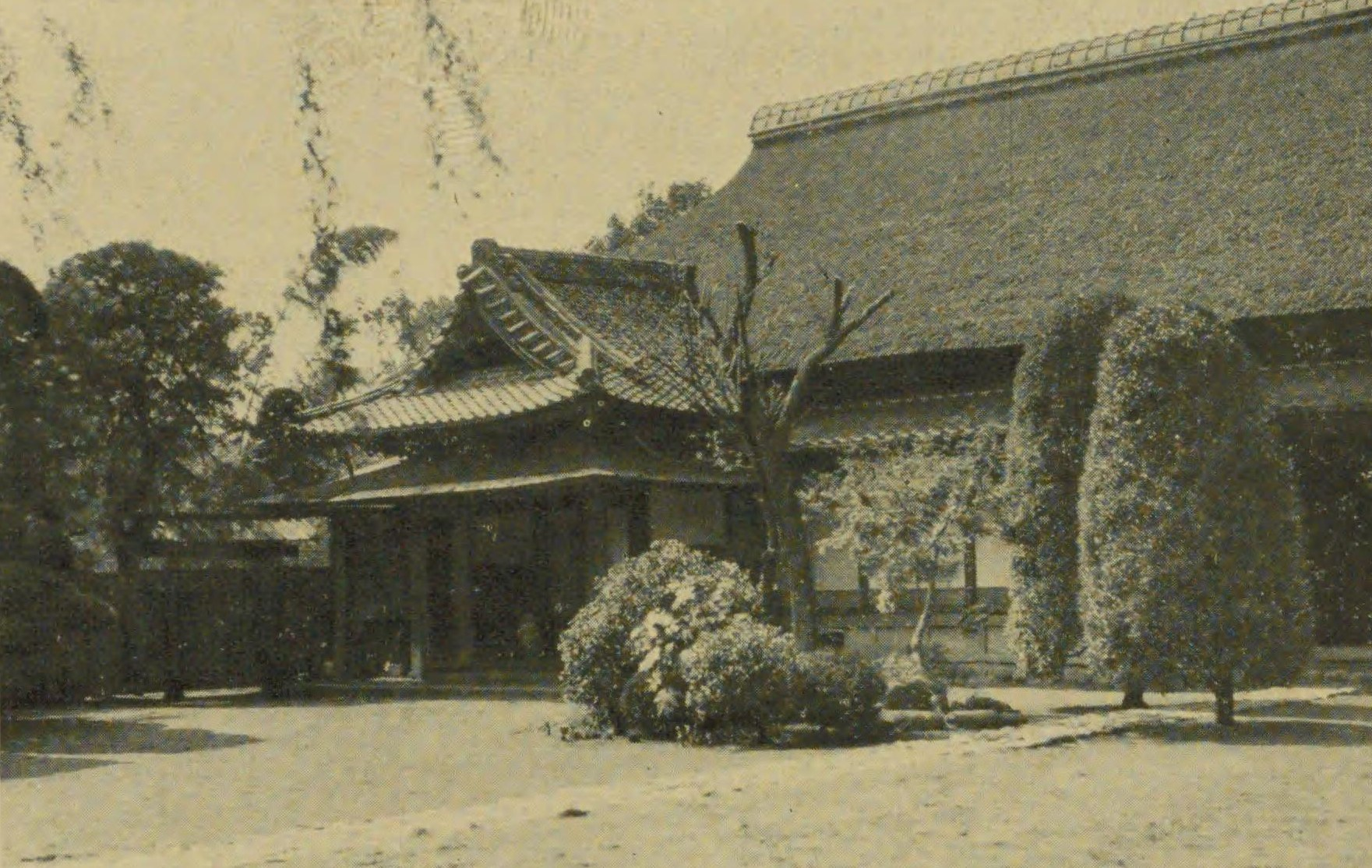
富澤家住宅の玄関

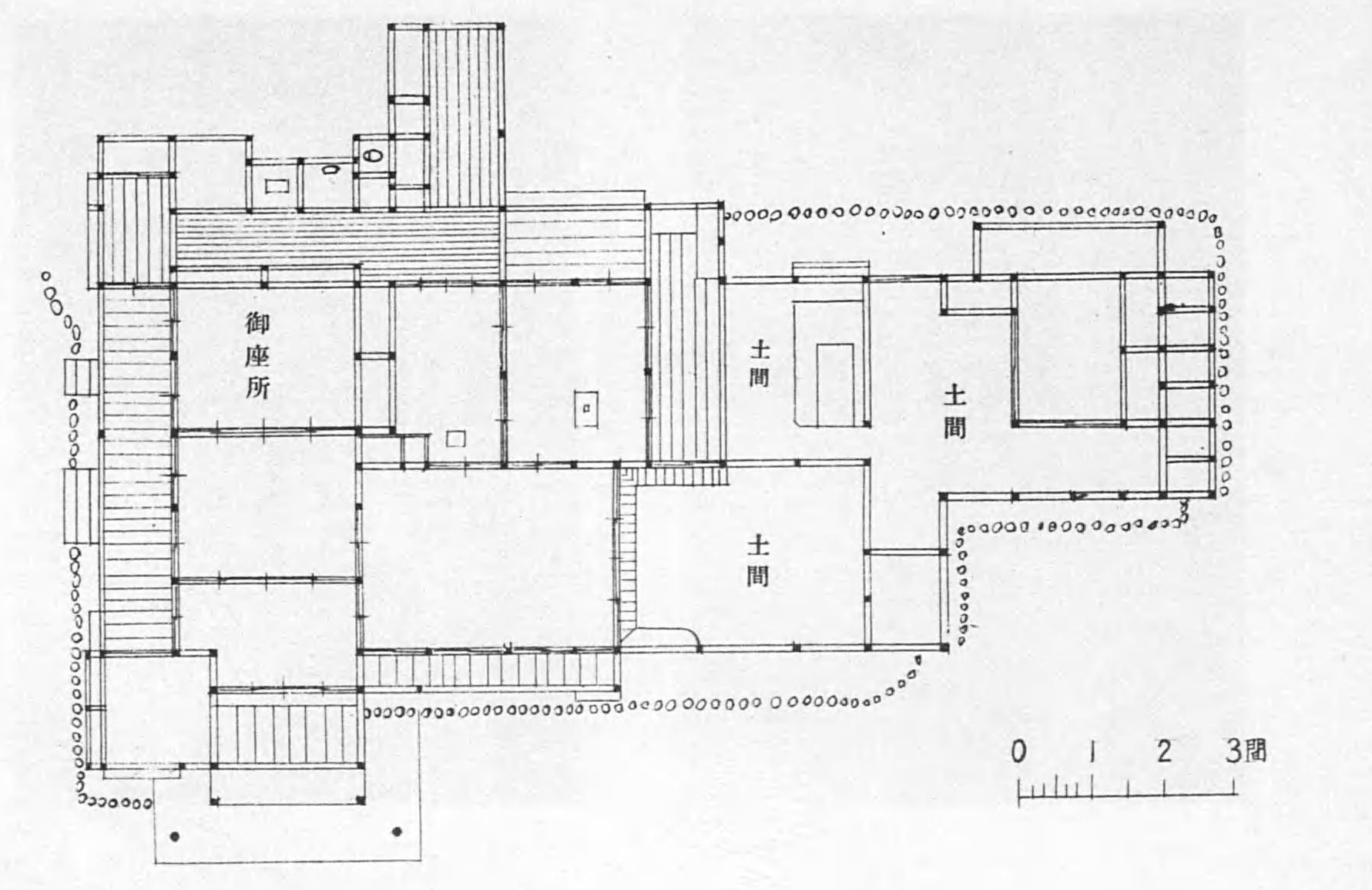
富澤家住宅の間取り

富澤家住宅は、関戸駅（現：聖蹟桜ヶ丘駅）周辺から連光寺へ向かって乞田川の橋を渡り、坂道を登った先に所在し、この山村に稀に見る大きな門構えの邸宅であった。1610年（慶長5年）の建築とされるが、規模は桁行9.5間・梁行5間の主屋は1812年（文化9年）に屋根葺替の記録が残り、建築手法などから、18世紀後半の建築とも推定された。また、1852年（嘉永5年）から明治にかけて、式台付玄関、客座敷の縁側、便所などが改修され、数回の増改築を経て上層民家に整えられたと考えられる。間取りは広間型多間取で、客座敷と日常生活とを完全に分離し、入母屋造の構造で、小屋梁の上に上屋梁を乗せる。
富澤政恕が当主の幕末期には、上洛前の近藤勇や沖田総司らといった親交の深い新選組の面々が訪問する。1881年（明治14年）2月、明治天皇が初めて村・向ノ岡に行幸すると、政恕と長男・富澤政賢らが応接し、富澤邸にも滞在したことから、明治天皇聖蹟として保存される。
1990年（平成2年）5月、当時の当主・富澤政宏が多摩市に富澤邸を寄贈。多摩中央公園に移築されるが、完全な復元は難しく、屋根の茅葦を銅板葺に改めるなど一部変更し、「旧富澤家」として同園内で保護・公開されている（2025年2月現在）。

### 明治天皇連光寺御小休所
東京都多摩市連光寺の対鴎台公園園内に石柱の「明治天皇連光寺御小休所」が所在。1882年（明治15年）、政恕が「連光寺村御猟場」の運営を任命されたのち、同年2月、1884年（明治17年）3月の行幸・行啓でも、富澤邸が御小休所として利用される。御座所は十畳の座敷で、前面に十畳間と七畳間の二間を隔てて玄関に連なっていた。
1886年（明治19年）、富澤邸敷地内に、天皇・皇族の休憩・宿泊用に「御休所」を建設。御猟場日記中には、「御用邸」とも「行宮」とも記された。天皇・皇族の宿泊場所は、かねてより府中の田中家を使用したが、御猟場からの距離を考慮したと考えられる。明治帝による富澤邸御休所の利用はなかったが、翌年8月21日・10月17日に皇太子であった大正帝が昼食所・休憩所として使用し、10月3日に昭憲皇太后が宿泊所として一泊した。御猟場の廃止後、1923年（大正12年）の関東大震災時に御休所が被害に遭うと取り壊された。尚、富澤邸内に建てられた明治天皇聖蹟として、明治神宮内北休憩所付近に移築された「弘心亭」なる記録も残るが、現存せず詳細も不明である。
1933年（昭和8年）、富澤邸および敷地が、「明治天皇連光寺御小休所」として国の史蹟に指定。1935年（昭和10年）の文部省史蹟調査報告書『明治天皇聖蹟』に掲載され、旧状をよく保存していると評された、同年、敷地に「明治天皇連光寺御小休所」の石柱を建立。しかし、1948年（昭和23年）、GHQ占領下において、天皇を崇拝するものとして『日本国憲法』の精神にそぐわないとされ、全国の明治天皇聖蹟とともに史跡指定は解除された。

### 旧多摩聖蹟記念館
旧多摩聖蹟記念館は、上記の旧富澤家住宅と同様に、連光寺における明治天皇聖蹟運動の成果として現存する。「連光寺村御猟場」跡地でもあり、前身となった多摩聖蹟記念館は、1930年（昭和5年）に設立された。